# Jeeganahalli, Ramanagara
Jeeganahalli là một làng thuộc tehsil Ramanagara, huyện Ramanagara, bang Karnataka, Ấn Độ.